# William Frank Vinen
William Frank "Joe" Vinen FRS (15 de fevereiro de 1930) é um físico britânico.
Recebeu a Medalha Rumford de 1980, em "reconhecimento a sua descoberta do quantum de circulação no hélio superfluido e seu desenvolvimento de novas técnicas de medição precisa no hélio líquido."